# Подвійний Сокіл
Подвійний Сокіл — давньоєгипетський фараон додинастичного періоду, який правив Нижнім Єгиптом наприкінці IV тисячоліття до н. е. та умовно належить до 0 династії.

## Життєпис
Згадки про Подвійного Сокола були знайдені в районі Дельти Нілу Нижнього Єгипту і вказують на те, що його правління було обмежено тим районом; також одна згадка походить з Абідоса. Предметами, на яких вдалося прочитати його ім'я, є глиняний та кам'яний посуд, знайдений в Ель-Беді, Турі, Ель-Мехемдії та Північно-Західному регіоні півострова Синай.

## См.також
- Список керівників держав 4 тисячоліття до н.е.